# Rencontre Théâtre Ados
Pour les articles homonymes, voir RTA.
La Rencontre Théâtre Ados (RTA) est un organisme de diffusion artistique situé à Laval (Québec), fondé en 1996, par François Hurtubise, Pierre-Yves Bernard, Sarto Gendron et Sylvie Lessard,,, dont la mission est d’intéresser les adolescents de 12-17 ans aux arts de la scène. Son festival de théâtre annuel, reconnu comme la plus grande vitrine de théâtre pour adolescents au Canada, est présenté à la Maison des arts de Laval pendant deux semaines, chaque printemps. Y sont présentées des pièces de théâtre professionnelles, des chantiers de création et des ateliers d'expérimentation artistique, de même que des créations jeunesse ainsi que les finales de la ligue d'improvisation LIRTA (anciennement Coupe d'improvisation Champlain de Laval). L'expertise de la RTA en médiation culturelle s'exprime par l'accompagnement et la préparation des publics scolaires (niveau secondaire de 1 à 5) lors des rencontres préparatoires aux spectacles, des rencontres en bord de scène après-spectacle et des projets spéciaux en classe.
La direction artistique du festival est assurée par Sylvie Lessard, cofondatrice, laquelle est également directrice générale de la Rencontre Théâtre Ados.

## Artistique

### Programmations – théâtre de création pour le public adolescent
Adressé spécifiquement au public adolescent en contexte scolaire, le festival de la Rencontre Théâtre Ados est un événement phare dans le milieu du théâtre jeunesse au Québec : les pièces de théâtre présentées par les artistes professionnels de la relève et les compagnies établies sont soit des nouvelles créations à découvrir, soit des œuvres en tournée qui ont déjà conquis le public. L'offre en médiation culturelle, créée en fonction de chaque programmation de festival, est conçue sur mesure pour les jeunes afin d'éveiller leur intérêt envers les arts de la scène. Chaque édition a lieu principalement à la Maison des arts de Laval et accueille une moyenne de 10 000 festivaliers. Plusieurs spectacles ont également été présentés au Théâtre Marcellin-Champagnat ainsi que dans d'autres espaces de diffusion sur le territoire lavallois, notamment au Collège Letendre.
De 1996 à 2015, les formats de festival alternent entre une édition "complète" (années impaires) et une édition réduite (années paires), appelée "Entracte" en 2008, ceci afin de respecter le rythme de création des compagnies de théâtre dédiées au public adolescent. C'est en 2015 que le festival prend une forme fixe, constituée de 7 à 11 spectacles de théâtre et de danse. En 2020, la crise sanitaire mondiale de COVID-19 force l'annulation complète de l'événement, lequel est revenu en 2021 dans un format numérique, toujours en contexte pandémique. C'est en 2022 que le festival reprend son format régulier, en salle.
- Festival 2023 — du 17 avril au 29 avril
  - En crise du Théâtre Fêlé
  - Où sont tes épaules quand tu donnes des coups de pied de Rosalie Dell’Aniello et Marie Fannie Guay
  - La LNI s'attaque aux classiques du Théâtre de la LNI
  - Alexis de Ample Man Danse
  - UTEI: récit d'un survivant des Productions Menuentakuan
  - Les effluves du pouvoir, version française de The King Stinks de Surreal SoReal
- Festival 2022 — du 28 mars au 9 avril
  - BESIDE de maribé—sors de ce corps + Montréal Danse
  - Et on campera sur la lune des Marcels, compagnons de création
  - Hégémonie[9] du Théâtre Trembler davantage
  - Survie du vivant du Théâtre Le Clou
  - Macbeth muet[10] de La fille du laitier
  - Petites formes voyageuses du Petit Théâtre de Sherbrooke
- Festival 2021 – du 12 au 24 avril[11],[12],[13],[14], présenté en webdiffusion
  - Olivier et Jamila [14]du Théâtre Fêlé
  - Bâtardes[15] du Théâtre Everest
  - Embrigadés[16] de Parabole, compagnie de création
- Festival 2020 – du 8 avril au 2 mai *annulation pour cause de pandémie COVID-19[17],[18]
  - Le poids des fourmis[19] du Théâtre Bluff
  - Embrigadés de Parabole, compagnie de création
  - Divisible[20] d'Ample Man Danse
  - Petits crimes contre l'humanité du Collectif Petits crimes contre l'humanité
  - Tricyckle[21] de Les Sages Fous + Nordland Visual Theatre (Norvège)
  - Trois petites sœurs[22] du Carrousel, compagnie de théâtre
  - Par tes yeux de Dromosphère (France) + Compagnie Transit (Cameroun)
  - Princesse de personne[23] du Théâtre La Catapulte
  - Splendide jeunesse de Projet MÛ
  - Je cherche une maison qui vous ressemble[24] de Autels particuliers + Théâtre Les gens d'en bas
- Festival 2019 – du 31 mars au 13 avril[25],[26]
  - Ceux qui n'existent pas[27] de DynamO Théâtre
  - 9[28] de Cas public et Kopergietery
  - Big Shot[29] du Théâtre Surreal SoReal
  - Lascaux[30] du Théâtre Bouches décousues
  - Je suis le contrepoids du monde du Théâtre Le Clou, la compagnie Ariadne et Isolat
  - Fils de quoi?[31] du Théâtre de l'Avant-Pays
  - L'effet Hyde[32] de La Pire espèce et Marcelle Hudon
  - Dis Merci[33] de Joe Jack et John
- Festival 2018 – du 16 au 28 avril[34],[35]
  - Muliats des Productions Menuentakuan
  - Le petit cercle de craie[36] de La Tortue Noire
  - Nordicité[37] du Théâtre Incliné + Nordland Visual Theatre (Norvège)
  - Antioche[38] du Théâtre Bluff
  - Minuit[39] du Petit Théâtre de Sherbrooke
  - Fils de quoi?[40] du Théâtre de l'Avant-Pays
  - Ceci n'est pas une lettre d'adieu [41]du Théâtre La Catapulte
  - L'Éveil[42] du Fils d'Adrien danse + Théâtre Les Enfants terribles
  - Avant l'archipel[43] de l'Irréductible Petit peuple + Théâtre français de Toronto
- Festival 2017 – du 24 avril au 6 mai[44],[45],[46]
  - Ceci n'est pas un fusil[47] du Théâtre La Première fois
  - Jusqu'au sang ou presque[48] du Théâtre I.N.K.
  - Le lac aux deux falaises[49] du théâtre l'Escaouette + Théâtre de Quartier
  - Le garçon au visage disparu[50] du Théâtre Le Clou
  - Et si Roméo & Juliette...[51] de DynamO Théâtre
  - Temps zéro[52] du Théâtre tombé du ciel
  - Figurec[53] du Théâtre des 4 Coins
- Festival 2016 – du 11 au 24 avril – édition 20 ans[54]
  - La fille d'argile[55] du Théâtre La Catapulte
  - Le long voyage de Pierre-Guy B.[56] du Théâtre Sortie de secours + Théâtre l'Escaouette
  - Symphonie dramatique[57] de Cas public
  - Les haut-parleurs[58] du Théâtre Bluff
  - La morsure de l'ange[59] du Théâtre Incliné
  - Nous sommes 1000 en équilibre fragile[60] de DynamO Théâtre
  - Les grands-mères mortes, une fête[61] de Mammifère
- Festival 2015 – du 13 au 26 avril[62]
  - Moi et l'autre[63] du Théâtre Fêlé
  - Le chant du koï[64] du Théâtre Le Clou
  - Ik Onkar[65] du Théâtre La Catapulte
  - Nous sommes 1000 en équilibre fragile[66] de DynamO Théâtre
  - Méphisto Méliès[67] du Théâtre Motus + Pupulus Mordicus
  - Album de finissants[68] de Pirata Théâtre + Matériaux Composites
  - L'Apprenti de Tabula Rasa (France)
- Festival 2014 – du 7 au 17 avril[69]
  - Statu quo[70] du Théâtre La Seizième (Vancouver)
  - Appels entrants illimités[71] du Théâtre Le Clou
  - Chlore[72] du Théâtre du Grand Cheval
  - Noyade(S)[73] de Samsara Théâtre
- Festival 2013 – du 8 avril au 2 mai
  - Train, la promesse de Miyazawa[74] du Théâtre Incliné
  - Just fake it[75] de Joe Jack et John
  - Les trois exils de Christian E.[76] du Théâtre Sortie de secours + théâtre l'Escaouette
  - Soupers[77] de Simoniaques Théâtre
  - Petit bonhomme en papier carbone[78] du Théâtre de la Pire espèce
  - 2h14[79] des Créations Ad Vitam
  - Vipérine[80] de Projet MÛ
  - Nœuds papillon[81] du Théâtre ébouriffé
- Festival 2012 – du 19 au 27 avril[82]
  - Musique pour Rainer Maria Rilke[83] du Théâtre Bluff
  - Devant moi le ciel[84] de DynamO Théâtre
  - Autopsie d'une napkin[85] par Érika Tremblay-Roy et Laurier Rajotte
  - Britannicus Now[86] du Théâtre du Double signe
- Festival 2011 – du 5 au 16 avril[87]
  - L'ivresse des profondeurs[88] de Nuages en pantalon
  - Rex du Théâtre des Ventrebleus
  - Vie d'cheval du théâtre l'Escaouette + Théâtre français du Centre national des arts
  - La robe de Gulnara[89] du Théâtre I.N.K + Théâtre de la Bordée
  - Roland, la vérité du vainqueur du Théâtre de la Pire espèce
  - L'Océantume[90] du Théâtre Le Clou
  - Le bruit des os qui craquent[91] du Théâtre Le Carrousel + Théâtre d'Aujourd'hui
  - La fugue[92] du Théâtre Qui va là + Société de musique contemporaine du Québec
- Festival 2010 – du 20 au 30 avril[93]
  - S'embrasent[94] du Théâtre Bluff
  - Rage[95] du Théâtre la Catapulte + Scène Colombie-Britannique du Centre national des arts
  - Isberg[96] du Théâtre Le Clou
  - Pacamambo[97] de l'Arrière-Scène + Centre dramatique national d'Alsace
- Festival 2009 – du 16 avril au 2 mai[98],[99]
  - Bobby ou le vertige du sens du Théâtre de Quartier
  - Isberg du Théâtre Le Clou
  - La Cadette[100] du Théâtre I.N.K.
  - Les frères Laforest[101] de Janvier Toupin théâtre d'envergure
  - Rafales[102] du Théâtre Incliné + Théâtre populaire d'Acadie
  - 40% de déséquilibre [remix][103] de Système Kangourou
  - Hikikomori[104] du Théâtre des 4 Coins
  - Léon le nul [105]du Théâtre Bouches Décousues + Théâtre d'Aujourd'hui + Théâtre de la Pire Espèce
- Festival 2008 — du 16 au 23 avril[106]
  - + vite que tes yeux[107] du Théâtre des ZYGomars (Namur, Belgique)
  - Cette fille-là[108] du Théâtre la Catapulte + Théâtre La Seizième (Vancouver)
  - King Dave[109] d'Alexandre Goyette — L.I.F:T
- Festival 2007 – du 17 au 28 avril[110]
  - L'Histoire d'un cœur[111] du Théâtre Incliné
  - Pour ceux qui croient que la terre est ronde[112] de Mathieu, François et les autres
  - King Dave[113] d'Alexandre Goyette — L.I.F:T
  - Le doux parfum du vide[114] de Point d'exclamation théâtre + Théâtre de la Vieille 17
  - Le fantôme de Canterville[115] du Théâtre des 4 Coins
  - Assoiffés[116] du Théâtre Le Clou
  - D'Alaska[117] du Théâtre Bluff
- Festival 2006 – du 26 avril au 1er mai[118]
  - Persée[119] du Théâtre de la Pire Espèce
  - L'héritage de Darwin[120] du Théâtre Le Clou
  - Si tu veux être mon amie[121] de Nuages en pantalon
- Festival 2005 – du 19 au 24 avril[122],[123]
  - Analogue du Théâtre Incliné
  - Romance & karaoké[124] du Théâtre Le Clou
  - Salut au théâtre québécois! du Théâtre de la Brique rouge
  - Le Club social des enfants du petit Jésus[125] du Théâtre Bluff
  - Le dernier des Chpas du Théâtre Bluff
  - Bella[126] du Théâtre de la Cohue
  - La Cadette[127] du Théâtre I.N.K.
  - La remise des bulletins du Théâtre de Quartier
- Festival 2004 — aucune programmation
- Festival 2003 – du 22 au 29 avril[128]
  - etiEn[129] du Théâtre Bluff
  - La langue du caméléon[130] du Théâtre Le Clou
  - Bang Boy, Bang![131] du Youtheatre
  - Le Cœur de la tempête du Théâtre de Quartier
- Festival 2002 — aucune programmation
- Festival 2001 — les 3 avril, 4, 5 et 8 mai
  - Les Mille et une Nuits du Théâtre du Kronope (France)
  - Au moment de sa disparition[132] du Théâtre Le Clou
  - etiEn du Théâtre Bluff
  - L'Hypocrite[133] du Théâtre la Catapulte + Théâtre français du Centre national des arts
- Festival 2000 — du 3 au 13 mai
  - Les Enrobantes[134] de Pupulus Mordicus
  - Les précieuses ridicules[135] du Théâtre de la Maison jaune
  - Cap enragé[136] du théâtre l'Escaouette
  - Le Royaume des Chus[137] du Théâtre Bluff
- Festival 1999 — du 13 au 23 mai[138]
  - Mon paradis d'enfer[139] du Théâtre Parminou
  - Déséquilibre[140] - Le Défi de DynamO Théâtre
  - Les Zurbains série III[141] du Théâtre Le Clou
  - Le Royaume des Chus du Théâtre Bluff
- Festival 1998 — du 19 au 24 mai
  - Laboratoire public du Théâtre Bluff
  - Mon vieux tu m'as jeté sur une nouvelle planète[142] du Théâtre Petit à Petit
  - Par là-bas | Les Trains du Théâtre Le Clou
  - Les nouveaux Zurbains du Théâtre Le Clou
- Festival 1997 — du 21 au 27 mai
  - Le souper va être froid[143] du Théâtre Petit à Petit
  - Jusqu'aux os![144] du Théâtre Le Clou
  - Laboratoire public du Théâtre Bluff
- Festival 1996 — du 3 au 5 avril
  - En hommage aux chacals[145] du Théâtre Bluff

### Porte-paroles du festival
- 2003 à 2005 – le comédien Stéphane Jacques
- 2007 – le comédien Jacques L'Heureux
- 2009 – le comédien Jocelyn Blanchard
- 2011 – le comédien Pier-Luc Funk[146]
- 2012 à 2017 – le comédien Didier Lucien[82],[147]
- 2018 à 2020 – le comédien Frédéric Cloutier[148],[149],[150],[151]

### Festival NovAdo - Rencontres théâtre ado
La première édition du festival NovAdo - Rencontre théâtre ado voit le jour à Rodez (France) le 14 novembre 2014, dans la lignée du projet international Rencontre des territoires ados initié par la RTA et la Maison des jeunes et de la culture de Rodez. Basé sur le modèle du festival RTA, le NovAdo présente, pendant deux semaines, des spectacles de théâtre et de danse pour le public adolescent, de même que des créations Extrêm'Ados, des ateliers et des matchs d'improvisation. Dans un désir de partager les programmations et de favoriser la circulation des œuvres québécoises de théâtre et de danse, le festival a accueilli des créations du Théâtre Bluff, du Théâtre Le Clou, du Fils d'Adrien danse et du Théâtre Motus. Au fil des ans, le festival prend de l'ampleur dans la région occitane, présentant des spectacles au Théâtre de la Maison du Peuple de Millau, à La Baleine (Onet-le-Château), à l'Espace George Frêche (Mende), au Théâtre municipal de Villefranche-de-Rouergue, en plus du Théâtre des 2 Points de la MJC de Rodez.

### Parcours Cré'Ados: émergence d'un réseau de diffusion
La Rencontre Théâtre Ados lance officiellement le Parcours Cré'Ados le 1er juin 2021, en collaboration avec ses partenaires de diffusion Odyscène, le Théâtre Hector-Charland, la SPEC du Haut-Richelieu et la Salle Pauline Julien. Ce réseau professionnel dédié à la circulation des arts de la scène pour le public adolescent en milieu scolaire vise également à développer et mettre à profit l'expertise de la RTA en médiation culturelle auprès des jeunes, et ce, par la formation continue de nouvelles brigades de médiation et le soutien aux partenaires situés en région. Des résidences de création pour les artistes du théâtre et de la danse sont également mises sur pied dans une optique d'accompagnement, de partages des ressources, de développement de publics et de rayonnement artistique sur tout le territoire québécois.
Dans la lignée des partenariats entourant le festival NovAdo, la RTA avait déjà émis les prémisses du Parcours Cré'Ados, notamment en invitant annuellement à son festival (dès 2012) une délégation internationale de diffuseurs spécialisés auprès du public adolescent, ou désireux de s'y consacrer, soit la Scène nationale d'Albi, Théâtre Sorano (Toulouse), Le Périscope (Nîmes), Kopergietery Gent (Gand), le Centre Culturel Bruegel (Bruxelles), Kiasma (Castelnau-le-Lez) et le Lycée français de Los Angeles.
Un premier regroupement professionnel, appelé le Regroupement Théâtre Ados, avait déjà été mis sur pied en 2003, lors de l'événement RIDEAU, réunissant à l'époque des compagnies de création (Bluff, Le Clou, Parminou, Théâtre de Quartier, YouTheatre et La Catapulte) afin de promouvoir les échanges sur la pratique et la diffusion.

## Médiation culturelle

### Une expertise pointue auprès du public adolescent
En plus des rencontres préparatoires aux spectacles qui sont offertes à tous les groupes scolaires, en classe, par la brigade de médiation culturelle de la RTA (appelés artistes-médiateurs), l'organisme met sur pied, chaque année depuis 2012, des projets de création dans les écoles, orchestrés par des artistes professionnels. Ces projets visant la persévérance scolaire des jeunes,, sont reconnus comme une bonification de l'offre culturelle en milieu scolaire, apportant aux jeunes de nombreux bienfaits sur les plans personnel et social.
- 2020-2021 — Lettres de mentors[160] — écoles secondaires Leblanc, Saint-Maxime et Mont-de-La Salle : projet de correspondance écrite entre 425 jeunes des classes d'accueil et 32 mentors adultes issus de l'immigration (dont Kim Thùy, Pedro Ruiz, Cara Carmina, Amir Khadir, Ruba Ghazal, Mehdi Bousaïdan, Raed Hammoud, Hamed Adam, entre autres). Le projet a donné lieu à une galerie virtuelle illustrant les échanges qui ont eu cours pendant l'année.
- 2020-2021 — Journal d'hiver[161] — école secondaire Saint-Maxime : création d'une installation numérique interactive à partir des récits de jeunes immigrants portant sur leur premier hiver québécois.
- 2020 — Voyage autour de... [162]— avec une cinquantaine d'adolescents de Gaspé, Laval, Montréal, Saguenay et Saint-Jean-sur-Richelieu : œuvre collective vidéo créée à partir de récits fictifs imaginés par les jeunes pendant le confinement du printemps 2020. Projet récipiendaire du prix Citoyen de la culture Andrée-Daigle décerné par Les Arts et la Ville.
- Depuis 2017 — Le plaisir de la culture en français[163],[164]— écoles secondaires Leblanc, Saint-Maxime et Mont-de-La Salle : ateliers d'expression artistique et d'improvisation théâtrale animés dans les classes d'accueil en francisation. Le programme d'ateliers a également lieu dans quelques classes de 3e cycle du primaire, à Laval, dans une formule adaptée. Le projet a reçu une mention spéciale du jury pour le prix Citoyen de la culture Andrée-Daigle en 2020.
- 2015-2016 — M.U.R. Mobiliser. Unir. Réinventer.[165] — école secondaire Leblanc : projet de création collective multidisciplinaire (littérature, dessin, photo, sérigraphie, murale interactive) intégrant toute la communauté scolaire, visant à célébrer la diversité culturelle et faciliter l'accueil des nouveaux arrivants.
- 2012-2013 — L'échappée belle[166],[167] — école secondaire Saint-Maxime et Place des aînés de Laval : projet de création théâtrale intergénérationnel, en collaboration avec le Conservatoire d'art dramatique de Montréal. Le projet a reçu une mention spéciale du jury du réseau Les Arts et la Ville et fut finaliste au prix RIDEAU Initiative.

Le programme spécialisé en médiation culturelle de la Rencontre Théâtre Ados est assuré par un chef médiation, artiste professionnel et enseignant de formation, lequel poursuit ses enrichissements en continu avec, notamment, le Lincoln Center de New York.

### Place aux ados sur scène
Dès la toute première édition de festival, qui a eu le 3 avril 1996, une place de choix — appelée volet étudiant — est accordée aux productions étudiantes afin de mettre en lumière les créations jeunesse amateurs. Chaque année, jusqu'en 2011, c'est un minimum de 4 spectacles des écoles secondaires lavalloises et des environs qui sont ainsi présentés à la Maison des arts de Laval devant parents et amis, pendant l'événement. Un jury d'artistes professionnels connus du grand public y décerne les prix du meilleur acteur, de la meilleure actrice et du meilleur spectacle, un prix Coup de cœur est décerné par un jury composé d'adolescents, de même qu'un Prix du public.
En 2013, le volet étudiant revient sous l'appellation Jeunesse en création: le programme consiste en la présentation, en une seule soirée au festival, de 4 courtes productions théâtrales étudiantes, où les élèves sont accompagnés par des artistes professionnels de la RTA. Ce nouveau volet s'est mérité une place en tant que finaliste du prix RIDEAU Initiative en 2015. En 2018, inspiré par le festival NovAdo, l'événement jeunesse se renouvelle encore et prend la forme Extrêm'Ados,, qui consiste en de courtes créations théâtrales que les élèves doivent réaliser en 24h, sous la tutelle d'un metteur en scène professionnel. Ces créations sont présentées au Théâtre des Muses de la Maison des arts de Laval, au cœur du festival.

### Publications
- 2022: Recherche sur les ateliers de médiation culturelle préspectacle animés par les médiateurs·trice·s culturel·le·s de la Rencontre Théâtre Ados, en collaboration avec Marika Crête-Reizes et l’Équipe du Collboratoire – recherche intégrée en sciences sociales.
- 2021:  Recherche sur le projet Lettres de mentors (issu du programme Le plaisir de la culture en français) offert aux classes d’accueil en apprentissage du français en 2020-2021 par la Rencontre Théâtre Ados, en collaboration avec l’Équipe du Collboratoire – recherche intégrée en sciences sociales.
- 2020: Vers une structuration du milieu de l'improvisation théâtrale au Québec. Rapport de recherche sur l'état du milieu du spectacle d'improvisation théâtrale au Québec (2020)[172], recherche réalisée par Jocelyn Garneau, professionnel de recherche - m.a., Coalition de recherche sur l'improvisation et les spectacles spontanés, en partenariat avec le Théâtre de la Ligue National d'Improvisation et la Rencontre Théâtre Ados de Laval.
- 2019: Enquête sur la réception, l'impact et les bonnes pratiques des ateliers Plaisir de la culture en français donnés par les médiateurs de la Rencontre Théâtre Ados dans les classes d'accueil en francisation de l'école Saint-Maxime à Laval[173], par Le Collaboratoire – Recherche intégrée en sciences sociales.

## Improvisation

### Ligue d'improvisation de la Rencontre Théâtre Ados (LIRTA)
En 2001, la RTA reprend le flambeau de la Coupe d'improvisation Champlain, un tournoi créé en 1985 regroupant une quinzaine d'écoles secondaires, pour fonder la LIRTA. Dès lors, les séries éliminatoires et les finales de saison prennent place en clôture du festival de la RTA à la Maison des arts de Laval. Au fil des ans, la ligue prend de plus en plus d'ampleur, et de jeunes improvisateurs s'en démarquent et développent une carrière professionnelle, dont Florence Longpré, Pier-Luc Funk et Mehdi Bousaidan. Aujourd'hui, on y compte plus de 40 équipes issues d'une vingtaine d'écoles secondaires sur les territoires de Laval, de Montréal, des Laurentides et de Lanaudière. La LIRTA est considérée comme la plus grande ligue d'improvisation du Québec pour les jeunes âgés de 12 à 17, en contexte parascolaire.
Afin d'initier les préadolescents à l'art de l'improvisation, le projet LIRTA Junior, voit le jour en 2016 dans une dizaine d'écoles publiques de Laval. Les artistes de la RTA y animent des ateliers d'improvisation en formule parascolaire, et des matchs amicaux ont lieu dans le cadre des festivités de mi-saison et de fin de saison de la LIRTA. Le projet a toujours lieu dans les écoles de Laval.

## Prix et distinctions
- 2000 : Prix spécial du jury décerné par Ville de Laval
- 2001 : Prix des Arts décerné par Ville de Laval[179]
- 2006 : Prix Événement décerné par Ville de Laval
- 2014 : finaliste – prix RIDEAU Initiative
- 2014 : mention spéciale du jury – prix Citoyen de la culture Andrée-Daigle décerné par Les Arts et la Ville[180]
- 2015 : finaliste – prix RIDEAU Initiative[62],[181]
- 2020 : mention spéciale du jury – prix Citoyen de la culture Andrée-Daigle décerné par Les Arts et la Ville
- 2021 : Prix Citoyen de la culture Andrée-Daigle décerné par Les Arts et la Ville[182]
- 2022 :  finaliste - prix RIDEAU soutien municipal et médiation culturelle
- 2022 : Prix catégorie artistique Intergénérations Québec